# 劉調羹
刘调羹（？—1633年），字仲济，號依冈，河南开封府禹州人。明朝政治人物。

## 生平
萬曆四十年（1612年）壬子科河南鄉試舉人，天啓二年（1622年）壬戌科進士。授丰县知县，清谨爱民，尤喜作士，丰人立祠祀之。崇祯元年擢湖广道御史，巡中城，值己巳之变，奉命协守德胜门，日夜严核，守御罔懈，叙劳加服俸一级。巡光禄寺，节省七百馀金，奉旨纪录。四年巡按福建，计歼巨寇钟凌秀、刘香仔等，败其党，赎锾除解京外，余五千两，悉籴谷备赈。中丞某公因官评相激，致省民之譁，公为开谕，皆俯首听命，曰：刘公生我。遂有北人不爱钱之谣。复命过家，囊无长物，六年卒，诏颁金恤之。

## 家族
父刘峨、教授、赠御史。